# 조제프 아운
조제프 아운(아랍어: جوزاف خليل عون, 1964년 1월 10일 ~ )은 레바논의 정치인이자 장군으로, 2025년 1월 9일부터 레바논의 제14대 대통령을 맡고 있다. 또한 2017년부터 레바논군의 제14대 사령관을 역임했다.

## 군사 경력
아운은 1983년 레바논군에 입대했다. 해외, 특히 미국과 시리아에서 훈련을 받았다. 2008년 미국, 2013년 레바논에서 대테러 훈련도 받았다. 2015년부터 육군 제9보병여단 사령관을 맡고 있다.

## 정치 경력
아운의 대통령 후보 가능성은 2022년 7월 레바논군 지도자 사미르 제아제아가 처음으로 제기했으며, 그는 미셸 아운의 좋은 후계자가 될 것이라고 이야기했다. 카타르는 관리들의 방문에서 재정적, 군사적 지원으로 군대를 지원하겠다고 약속하면서 그의 입후보에 대한 지지를 선언했다. 미국도 지지를 보냈다.
2022년 12월, 미국, 프랑스, 사우디아라비아, 이집트가 참여하는 도하 특사에 의해 5개국 그룹이 구성되어 회담을 열고 대부분의 국가가 아운의 선거에 대한 지지를 확인한 레바논 대통령 공석을 해결했다. 왈리드 줌블라트는 자신이 이끄는 민주당 모임 블록이 그를 선출할 것이라고 처음으로 발표했다.

## 대통령직(2025~현재)
2025년 1월 9일, 아운은 2차 선거에서 대통령으로 선출되었다. 취임사에서 그는 마피아, 마약 밀매, 사법 제도 간섭, 부패, 빈곤, 종파주의에 맞서 싸우겠다고 다짐했다. 또한 경제, 정치, 사법 개혁을 추진하겠다고 밝혔다. 이에 더해 그는 "레바논 국가는 이스라엘의 점령을 없앨 것"이라고 선언했다. 그러나 그의 선거는 레바논 헌법이 현직 군 사령관이 대통령으로 선출되는 것을 금지한다고 주장하는 일부 야당 의원들로부터 심한 비난을 받았다. 금지령이 여러 번 면제되어 일부 의원들이 항의 투표를 하게 되었다.